# Hójo

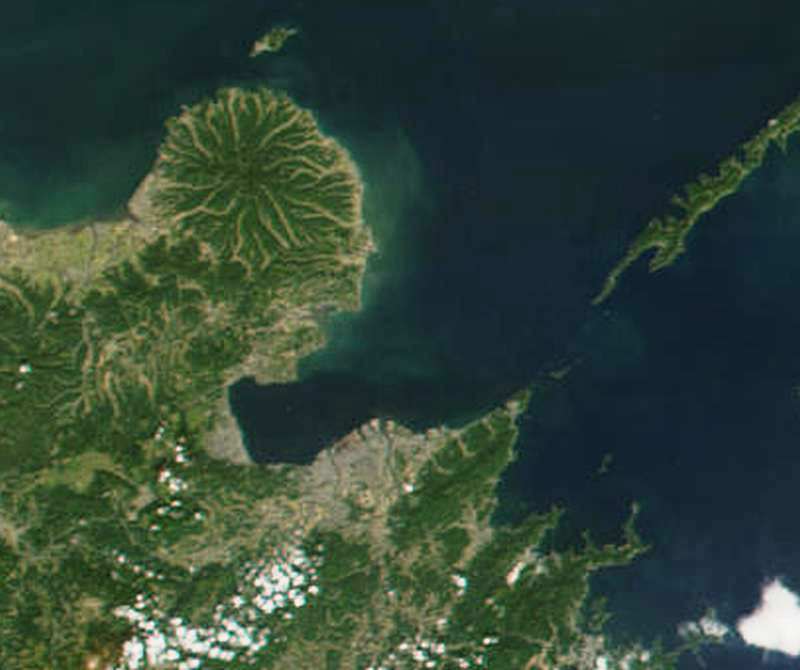
Satelitní snímek průlivu Hójo, vlevo dole je Kjúšú, vpravo nahoře výběžek Šikoku

Hójo (japonsky: 豊予海峡, Hójo Kaikjó) je úžina v nejužší části průlivu Bungo, který od sebe odděluje japonské ostrovy Kjúšú a Šikoku. Někdy je rovněž nazývána Hajasuino Seto (速吸瀬戸). Na severu ústí do Ijo Nada.